# Trap Back Jumpin
Trap Back Jumpin è un singolo del rapper statunitense T.I., pubblicato nel 2012 ed estratto dall'album Trouble Man: Heavy Is the Head. 

## Tracce
- Download digitale

1. Trap Back Jumpin – 5:04